# Элементарно, Ватсон

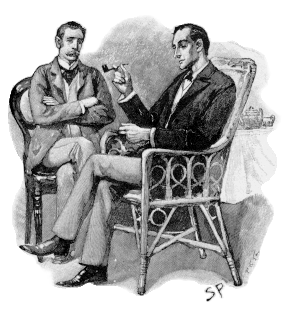
«Холмс вытащил часы». Шерлок Холмс (справа) и доктор Ватсон. Иллюстрация Сидни Пэджета к рассказу «Случай с переводчиком», Strand Magazine, сентябрь 1893

«Элементарно, Ватсон» (англ. Elementary, Watson), также «Элементарно, мой дорогой Ватсон» (англ. Elementary, my dear Watson) — крылатое выражение, происхождение которого связано с циклом произведений английского писателя Артура Конан Дойла о приключениях гениального детектива Шерлока Холмса и его друга, помощника и биографа доктора Ватсона. Существует несколько версий возникновения популярного оборота. Однако, несмотря на то, что ещё при жизни Дойла варианты фразы были уже довольно известны, она никогда не встречалась в его произведениях. При этом в нескольких из них встречаются реплики «Элементарно», «мой дорогой Ватсон» и их производные.
Прежде всего распространение выражения связывают с широким употреблением в кинематографе, где оно впервые прозвучало в 1929 году, а также радиопостановках, спектаклях (прежде всего — в Англии и США). Выражение стало одним из наиболее узнаваемых атрибутов великого сыщика и используется в различных произведениях культуры, разговорной речи и средствах массовой информации.

## Происхождение
Знаменитый «консультирующий» детектив Шерлок Холмс, умный, благородный и справедливый борец со злом и защитник обиженных, стал всемирной культовой фигурой и персонажем фольклора. В общей сложности он появляется в пятидесяти шести рассказах и четырёх повестях (1887—1927) Артура Конана Дойла. В большинстве случаев повествование ведётся от имени лучшего друга Холмса — доктора Ватсона. Выражение детектива в форме «Элементарно, Ватсон» или «Элементарно, мой дорогой Ватсон» отсутствует среди произведений Конан Дойла, связанных с этими персонажами, но в них неоднократно, в том или ином варианте, встречаются близкие по смыслу реплики. Так, в рассказе «Горбун» из сборника «Воспоминания Шерлока Холмса» (1893) сыщик впервые произносит «Элементарно» (Elementary), причём с выражением «мой дорогой Ватсон» он обращается к своему другу абзацем выше. Во время этого разговора Холмс при помощи своего «метода» раскрывает предшествующие события:

— Моё преимущество в том, что я знаю ваши пристрастия, мой дорогой Уотсон, — сказал он. — Когда у вас короткий обход, вы передвигаетесь	пешком,	когда долгий — вы берёте двуколку. Поскольку, на мой взгляд, ваша обувь, хоть и побывала в употреблении, нисколько не испачкалась, я не сомневаюсь в том, что в данный момент вы достаточно заняты, чтобы оправдать двуколку.

— Превосходно! — воскликнул я.

— Элементарно, — ответил он.
Оригинальный текст (англ.)«I have the advantage of knowing your habits, my dear Watson,» said he. «When your round is a short one you walk, and when it is a long one you use a hansom. As I perceive that your boots, although used, are by no means dirty, I cannot doubt that you are at present busy enough to justify the hansom.»

«Excellent!» I cried.

«Elementary,» said he.

В общей сложности в шестидесяти произведениях Дойла о Холмсе насчитывается ещё семь случаев с использованием слова «Элементарно». Кроме того, Холмс трижды употребляет «именно так, мой дорогой Ватсон» (exactly, my dear Watson).

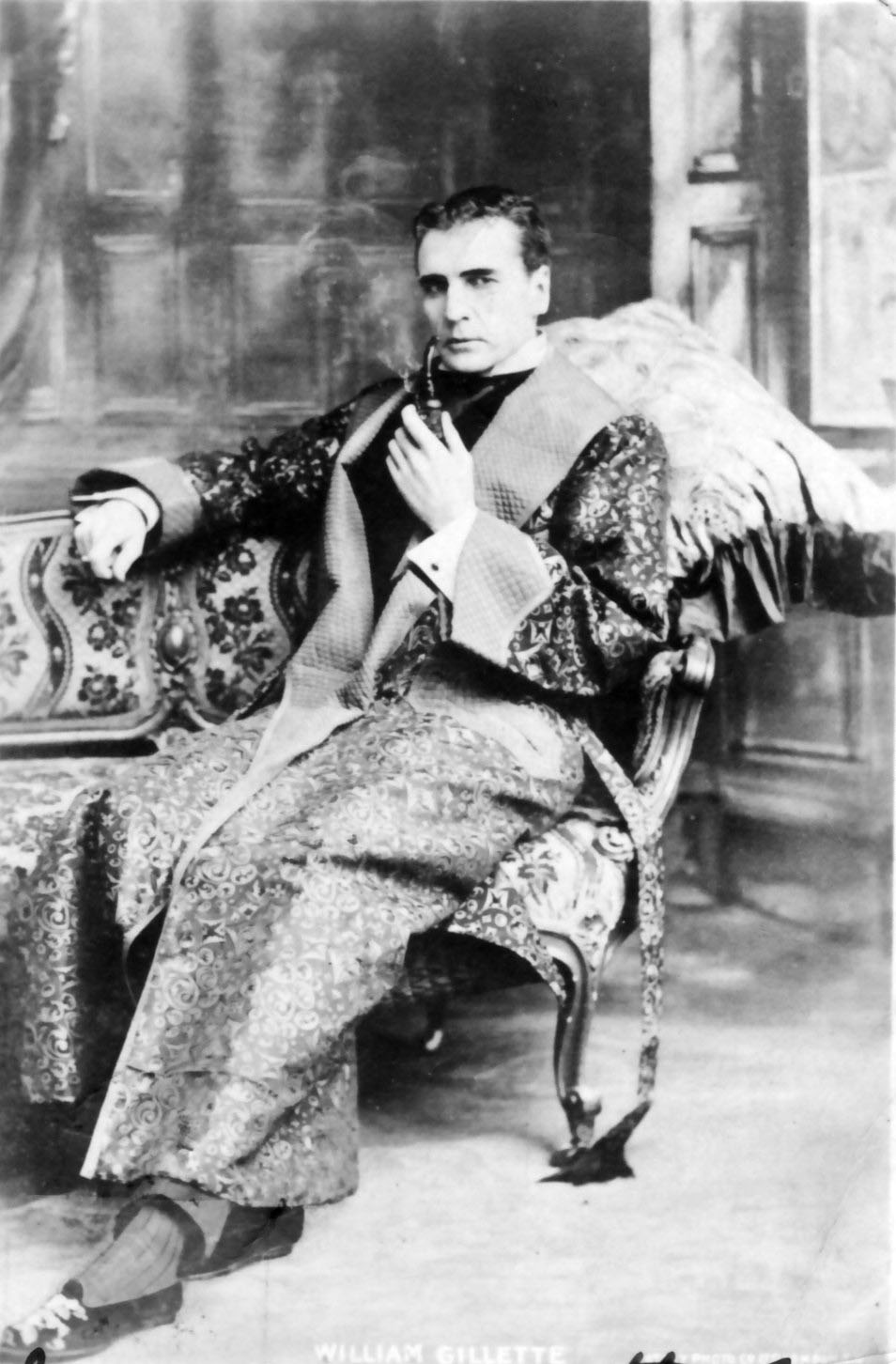
Уильям Жилетт — один из создателей классического образа Шерлока Холмса

По одной из версий, близкое по тексту выражение принадлежит американскому актёру, драматургу и режиссёру Уильяму Жилетту, создавшему на основе ряда произведений Дойла и с его согласия криминальную пьесу «Шерлок Холмс». В заслугу этой адаптации ставят то, что в ней сохранён не только классический образ великого детектива, но и привнесены некоторые новации, ставшие образцом для последующих обращений к знаменитому циклу, производившиеся после этого в самых различных жанрах. Так, считается, что в одной из сцен драмы Холмс в исполнении Жилетта уже в 1899 году произносил «Элементарно, мой дорогой друг!» (Elementary, my dear fellow!). Текст пьесы несколько раз переделывался, а её первый вариант (ещё до постановки) сгорел в пожаре.
Считается, что слово «элементарно» в виде газетного штампа употреблялось в статьях около 1909 года. По мнению исследователей, в виде «Элементарно, мой дорогой Ватсон!» (Elementary, my dear Watson!) фраза встречается не позднее 1911 года. Начиная с 1909 по 1910 год частями выходил роман «Псмит-журналист» английского писателя-сатирика Пелама Гренвила Вудхауса, а в 1915 году он появился в Британии и США в виде отдельного издания. Его автор на протяжении ряда лет был знаком с Дойлом, играл с ним в крикет и посещал его дом. В одной из частей книги герой Вудхауса произносит: «„Элементарно, мой дорогой Ватсон, элементарно“, — прошептал Псмит» («Elementary, my dear Watson, elementary», murmured Psmith), иронически отзываясь о собеседнике.

## В кинематографе
В кинематографе фраза в «хрестоматийном» виде впервые прозвучала в 1929 году. Это произошло в американском фильме режиссёра Бэзила Дина «Возвращение Шерлока Холмса», являющегося первым из звуковых о гениальном сыщике. Однако к тому времени реплика, видимо, в этой форме уже была довольно известна. В этой связи исследователи указывают на критическую заметку в The New York Times автор которой писал: «А в конце фильма он произносит свою „крылатую“ фразу: „Элементарно, Ватсон“». В 1935 году Холмс сказал «Элементарно, Ватсон!» в английском фильме режиссёра Лесли Хаскота «Триумф Шерлока Холмса». Со временем эта популярная фраза стала одним из самых узнаваемых атрибутов Холмса в различных произведениях: «Важно, что ещё при жизни автора при его молчаливом участии его персонаж стал не только жить самостоятельной независимой жизнью, но и говорить своими словами. Эти слова преодолевали границы, транслировались на разных континентах. Своей популярностью они показывают, что стремление разгадывать загадки, доминировать и иронизировать свойственно не только британцам».
— Ватсон, тот человек не джентльмен, а робот, и зовут его Терминатор.
— Поразительно, Холмс! Но как вы догадались?
— Элементарно, Ватсон: я проверил его паспорт. Он оказался техническим.

### В советском телесериале
В русском языке выражение получило широкую популярность благодаря серии фильмов «Приключения Шерлока Холмса и доктора Ватсона» (1979—1986) режиссёра Игоря Масленникова. На протяжении сериала выражение или его элементы звучат в различных вариантах, причём в одном из случаев оно было вложено и в уста Ватсона. В картине «Двадцатый век начинается» в эпизоде, основанном на рассказе «Второе пятно» (1904), выясняются обстоятельства пропажи правительственной важности письма, и что его необходимо вернуть без скандала. На недоумевающий вопрос детектива, что же делать, Ватсон предлагает: «— Элементарно, Холмс. Нужно положить его обратно. В шкатулку». Фраза в различных версиях была представлена также в ряде советских и российских фильмов: «Следствие ведут ЗнаТоКи» (1971—1989), «Дополнительный прибывает на второй путь» (1986), «Осенние соблазны» (1993), «Воспоминания о Шерлоке Холмсе» (2000) и других.
Широкая известность постановки Масленникова сделала Холмса и Ватсона популярными героями анекдотов. В них в развязке часто использовалось выражение в качестве стереотипно-пародируемого объяснения хода рассуждения Холмса. Филолог В. Ф. Лурье выделил элементы, наиболее популярные в анекдотах об этих героях:
1. Вопрос Ватсона («Что это?» и т. п.)
2. Ответ (утверждение) Холмса.
3. Удивление Ватсона («Как вы догадались?»)
4. Ответ Холмса («Элементарно, Ватсон!»)[12].

Эта структура типична для этих персонажей в анекдотах, имеющих стандартный набор моделей поведения и характеров, что сделало их узнаваемыми, как и некоторых других персонажей (Штирлиц и Мюллер, Чебурашка и крокодил Гена, чукча и т. д.).

## Значение
Ещё со времён Дойла различные обороты со словом «элементарно» использовались в юмористическом контексте, в качестве сарказма, иронии. Выражение со временем приобрело несколько значений и может применяться в различных ситуациях. Российский филолог Александр Шунейко на основании употребления на телевидении, в СМИ, популярной литературе выделил несколько вариантов толкования фразы:
1. Она может выражать направление мысли корреспондента в нужном направлении для получения информации, а также в том случае, если он не владеет, не может знать или самостоятельно додуматься. В этом понимании фраза имеет наибольшую степень приближённости к отношениям между Холмсом и Ватсоном, сложившемуся между ними интеллектуальному партнёрству[15].
2. Выражение может употребляться в смысле «абсурдно, смехотворно, находится вне пределов логики, достойно только осмеяния»; в этом смысле оно не передаёт новую информацию и является представляет важность только для оценки человека к которому обращено. В этом понимании оно является противоположным к первому указанному значению и, следовательно, наиболее далеко от распределения классических ролей между Холмсом и Ватсоном[7].
3. Фраза может указывать на общеизвестность, крайнюю простоту предмета, о котором идёт речь[16].

По мнению Шунейко, эти три толкования соотносятся с тремя видами неосведомлённости:
Второе значение знаменует незнание вообще, отсутствие представления об общих концептуальных законах. Оно проявляется в ситуации, когда собеседник утверждает, что Солнце вращается вокруг Земли. Третье значение знаменует незнание тривиальных вещей бытового уровня. Оно проявляется в ситуации, когда собеседник утверждает, что час состоит из пятидесяти минут. Первое значение знаменует извинительное незнание деталей и обстоятельств чего-либо. Оно реализуется очень часто, например, когда собеседнику неведом состав потребляемого им продукта.